# Esiliiga 2006
Die Esiliiga 2006 war die 16. Spielzeit der zweithöchsten estnischen Fußball-Spielklasse der Herren. Sie begann am 11. März und endete am 4. November 2006.

## Modus
Die zehn Mannschaften spielten an 36 Spieltagen jeweils viermal gegeneinander. Der Meister stieg direkt in die Meistriliiga auf, während der Zweitplatzierte über die Relegation gegen den Neunten der Meistriliiga aufsteigen konnte. Die beiden Tabellenletzten stiegen direkt ab, der Achte spielte in der Relegation um den Klassenerhalt.
Reservemannschaften waren nicht aufstiegsberechtigt.

## Vereine
FC Kuressaare und Dünamo Tallinn waren aus der Meistriliiga abgestiegen. Aus der II Liiga kamen FC Flora Tallinn II, JK Nõmme Kalju, JK Tulevik Viljandi und FC Lootus Kohtla-Järve hinzu.
| Verein                 | Stadt        | Stadion                   | Kapazität |
| ---------------------- | ------------ | ------------------------- | --------- |
| JK Tallinna Kalev      | Tallinn      | Kalevi Keskstaadion       | 11.5000   |
| FC TVMK Tallinn II     | Tallinn      | Kadrioru staadion         | 5.000     |
| FC Levadia Tallinn II  | Tallinn      | Maarjamäe staadion        | 1.500     |
| Dünamo Tallinn         | Tallinn      | Sõle Gümnaasiumi staadion | 0500      |
| JK Nõmme Kalju         | Tallinn      | Hiiu staadion             | 0500      |
| FC Flora Tallinn II    | Tallinn      | Sportland Arena           | 1.198     |
| FC Lootus Kohtla-Järve | Kohtla-Järve | Sportikeskuse Stadion     | 2.200     |
| FC Kuressaare          | Kuressaare   | Kuressaare linnastaadion  | 2.000     |
| JK Tulevik Viljandi II | Viljandi     | Viljandi linnastaadion    | 2.000     |
| FC Elva                | Elva         | Elva linnastaadion        | 0400      |

## Abschlusstabelle
| Pl. | Verein                     | Sp. | S  | U  | N  | Tore    | Diff. | Punkte |
| --- | -------------------------- | --- | -- | -- | -- | ------- | ----- | ------ |
| 1.  | FC Levadia Tallinn II      | 36  | 28 | 4  | 4  | 132:240 | +108  | 88     |
| 2.  | FC Kuressaare (A)          | 36  | 22 | 5  | 9  | 064:440 | +20   | 71     |
| 3.  | JK Tallinna Kalev          | 36  | 20 | 6  | 10 | 084:630 | +21   | 66     |
| 4.  | FC Flora Tallinn II (N)    | 36  | 19 | 3  | 14 | 081:560 | +25   | 60     |
| 5.  | JK Nõmme Kalju (N)         | 36  | 18 | 5  | 13 | 076:800 | −4    | 59     |
| 6.  | FC TVMK Tallinn II         | 36  | 17 | 4  | 15 | 066:630 | +3    | 55     |
| 7.  | JK Tulevik Viljandi II (N) | 36  | 9  | 11 | 16 | 053:520 | +1    | 38     |
| 8.  | FC Lootus Kohtla-Järve (N) | 36  | 10 | 3  | 23 | 046:990 | −53   | 33     |
| 9.  | Dünamo Tallinn (A)         | 36  | 11 | 1  | 24 | 044:850 | −41   | 34     |
| 10. | FC Elva 1                  | 36  | 4  | 3  | 29 | 020:100 | −80   | 15     |

Platzierungskriterien: 1. Punkte – 2. Direkter Vergleich (Punkte, Tordifferenz, geschossene Tore) – 3. Tordifferenz – 4. geschossene Tore

| (A) | Absteiger aus der Meistriliiga 2005 |
| (N) | Neuaufsteiger aus der II Liiga      |

## Relegation
Aufstieg
Die Spiele fanden am 8. und 12. November 2006 statt.
|                   | Gesamt    |                     | Hinspiel | Rückspiel |
| ----------------- | --------- | ------------------- | -------- | --------- |
| JK Tallinna Kalev | (a)1:1(a) | JK Tulevik Viljandi | 0:0      | 1:1       |

- Tallinna Kalev stieg aufgrund der Auswärtstorregel in die Meistriliiga auf.

Abstieg
Die Spiele fanden am 13. und 19. November 2006 statt.
|                   | Gesamt |                        | Hinspiel | Rückspiel |
| ----------------- | ------ | ---------------------- | -------- | --------- |
| JK Kalev Sillamäe | 8:2    | FC Lootus Kohtla-Järve | 5:1      | 3:1       |

- Kalev Sillamäe stieg in die Esiliiga auf.